# アルダビール空港
アルダビール空港（ペルシア語: فرودگاه اردبیل; Forūdgāh-e Ardabīl）はイラン北西部アルダビール州の州都アルダビールにある空港。

## 就航航空会社・路線
| 航空会社                 | 就航地                                 |
| ------------------------ | -------------------------------------- |
| イラン航空               | テヘラン（メヘラーバード）、マシュハド |
| イラン・アーセマーン航空 | テヘラン（メヘラーバード）             |
| マーハーン航空           | テヘラン（メヘラーバード）、マシュハド |